# Charmaine Sheh

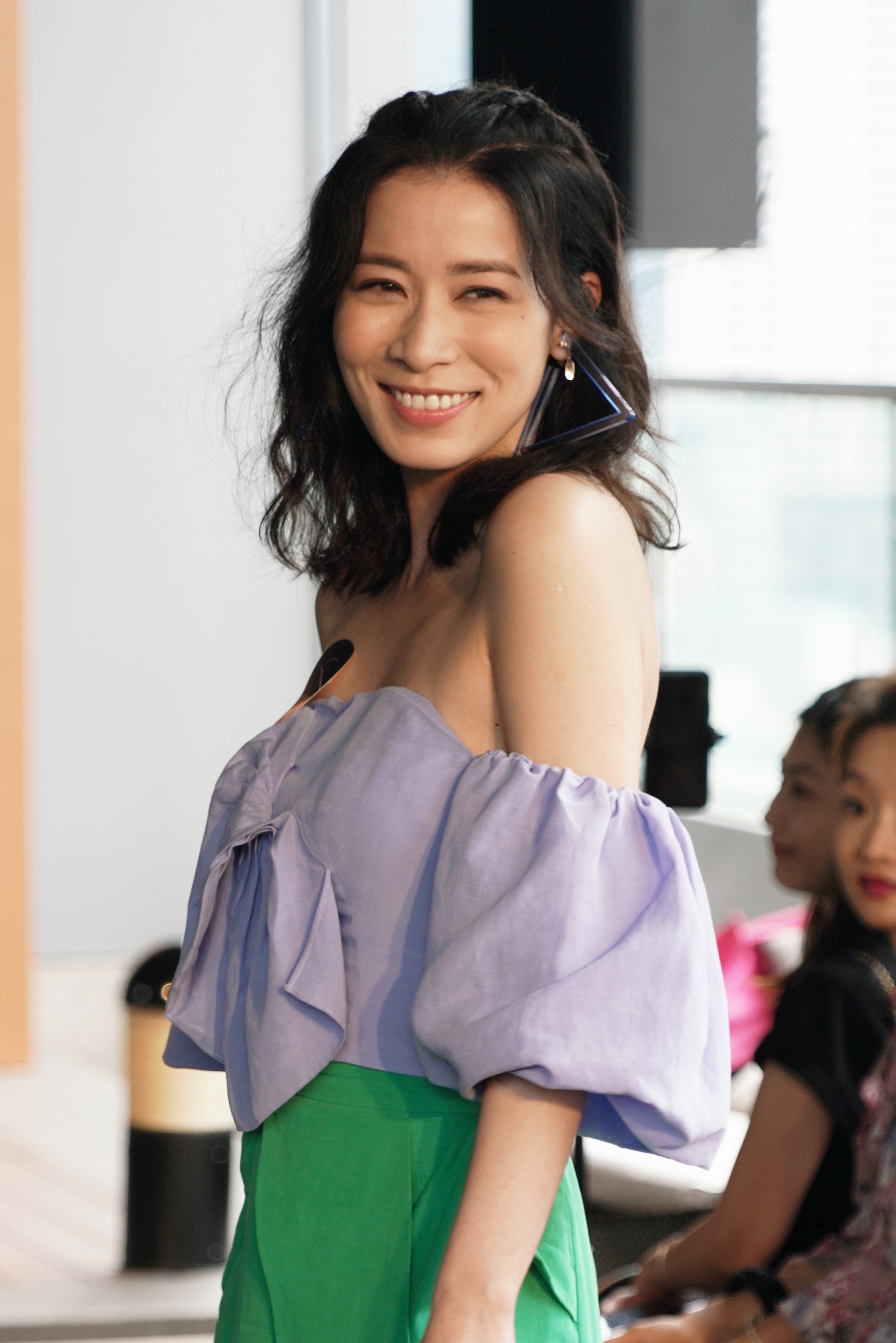
Charmaine Sheh (佘詩曼) im Jahr 2019

Charmaine Sheh (chinesisch 佘詩曼, Pinyin Charmaine Sheh Sze Man; * 28. Mai 1975 Hongkong) ist eine chinesische Schauspielerin, die vor allem durch Fernsehserien von TVB seit 1998 bekannt wurde. 2018 spielte sie in Die Geschichte des Palastes Yanxi.

## Leben und Karriere
Charmaine schloss 1994 ihr Studium am International Hotel Management Institute Switzerland in Luzern mit einem Diplom in Hotelmanagement ab und unterschrieb im Oktober 1997 beim Hongkonger Fernsehsender TVB, nachdem sie 1997 beim Miss Hong Kong Wettbewerb als Zweitplatzierte auftauchte. Das frühe Stadium ihrer Karriere war oft geprägt von ihrer schüchternen, fiepsigen Stimme und der Kritik an ihren schauspielerischen Fähigkeiten. Charmaine überwand diese Probleme jedoch und schaffte ihren Durchbruch in Return of the Cuckoo im Jahr 2000, in Zusammenarbeit mit den Schauspielern Nancy Sit, Julian Cheung und Steven Ma. Seitdem hat sich Charmaine im Laufe der Jahre zu einer bekannten Theatersängerin in Hongkong entwickelt.
Im Jahr 2006 erhielt Charmaine zwei TVB Anniversary Awards für ihre Leistung in Maidens' Vow, unter anderem den Best Actress Award.
Sie gewann auch den Top Four Actresses Award mit Ruby Lin, Zhao Wei und Liu Yifei. Charmaine war die erste Hongkonger Fernsehdarstellerin, die bei den 35th International Emmy Awards 2007 für das Halbfinale in der Kategorie Best Actress nominiert wurde. 2011 wurde sie für ihre Leistung in Can’t Buy Me Love als beste Schauspielerin bei den Asian Television Awards ausgezeichnet.
Nach 14 Jahren verließ sie TVB, um ihre Schauspielkarriere in China weiter zu verfolgen und kehrte 2014 für einen zweijährigen Vertrag mit TVBC, einem Joint Venture zwischen TVB, China Media Capital (CMC) und Shanghai Media Group (SMG), zurück.
Line Walker ist ihre erste Serie seit ihrer Rückkehr, in der Charmaine einen Undercover-Cop porträtiert und für ihre Rolle als „Ding Siu Ka“ (丁小嘉) hoch gelobt wurde. Die Serie wurde zur meistgesehenen TVB-Serie des Jahres. Sie erhielt mehrere Auszeichnungen für ihre Leistung und gewann sowohl Best / Favourite Actress als auch Favourite TV Character bei der TVB 48th Anniversary Award Presentation, TVB Star Awards Malaysia 2014 und Singapore StarHub TVB Awards 2014.

## Filmografie
- 2000: Perfect Match
- 2001: Blue Moon
- 2002: Love is Butterfly
- 2003: The Final Shot
- 2007: The Lady Iron Chef
- 2010: 72 Tenants of Prosperity
- 2011: Love is the Only Answer
- 2015: Triumph in the Skies
- 2015: Return of the Cuckoo
- 2016: Line Walker
- 2017: Always Be With You
- 2018: Agent Mr Chan
- 2018: The Leaker
- 2018: Siberia
- 2018: Golden Job

## Fernsehserien
- 2013: Die Legende des Kublai Khan (忽必烈傳奇), Rolle: Chabi
- 2018: Die Geschichte des Palastes Yanxi (延禧攻略), Rolle: Hoifa-Nara Shushen